# Saint-André-d’Allas
Saint-André-d’Allas település Franciaországban, Dordogne megyében. Lakosainak száma 885 fő (2022. január 1.). Saint-André-d’Allas Marquay, Sarlat-la-Canéda, Beynac-et-Cazenac, Vézac, Castels et Bézenac, Meyrals és Les Eyzies községekkel határos.

## Népesség
A település népessége az elmúlt években az alábbi módon változott:
| Lakosok száma | 355  | 444  | 529  | 683  | 823  | 829  | 833  | 856  | 863  | 885  |
|               | 1968 | 1982 | 1990 | 2006 | 2013 | 2015 | 2017 | 2019 | 2020 | 2022 |